# موقع ساروق الحديد الأثري
موقع ساروق الحديد الأثري(2600 - 550 قبل الميلاد) يعتبر من المواقع الأثرية الفريدة والهامة التي تم الكشف عنها في السنوات القليلة الماضية في دولة الإمارات العربية المتحدة، باعتباره أحد المراكز الرئيسية لصهر النحاس وتصنيع الأدوات والأواني المتنوعة في المنطقة منذ بداية العصر الحديدي، والذي تقوم بلدية دبي بإدارته والإشراف عليه اليوم. اكتشف الموقع في 2002 من قبل صاحب السمو الشيخ محمد بن راشد آل مكتوم نائب رئيس الدولة رئيس مجلس الوزراء حاكم دبي، أثناء إحدى جولاته التفقدية للمنطقة حيث أدرك بحسه الثاقب وفكره السديد أهمية الموقع التاريخية وقيمته الأثرية، لإمارة دبي ولدولة الإمارات العربية المتحدة، فقد أمر سموه بإجراء الحفريات للكشف عن مضامينها الأثرية.
يشتمل الموقع على منطقة أثرية واسعة تحوي كميات كبيرة من خامات المعادن، من خلال أعمال التنقيب بالموقع تم الكشف عن آلاف القطع الأثرية النادرة كالسيوف والخناجر والتي ارتبطت بالأهمية الاقتصادية والدينية السائدة آنذاك.
بلغ عدد القطع الأثرية التي تم الكشف عنها في الموقع حتى نهاية عام 2021 أكثر من 20 ألف قطعة، ومن بينها العديد من القطع الفريدة التي تُكتشف للمرة الأولى في منطقة جنوب شبه الجزيرة العربية والتي تتميز بصناعتها المتقنة، وقد تم استلهام شعار معرض إكسبو 2020 من أحد القطع الأثرية الذهبية التي تم العثور عليها في هذا الموقع التاريخي.

## متحف ساروق الحديد
يقع متحف ساروق الحديد الذي دشنه الشيخ محمد بن راشد آل مكتوم بحي الشندغة في بر دبي ويضم العديد من القطع الأثرية والمعروضات التاريخية النادرة التي تم اكتشافها في في موقع ساروق الحديد الأثري والمواقع المحيطة به في الإمارات العربية المتحدة، وهو يسلط الضوء على تاريخ المنطقة ومهارة السكان في تلك الفترة التي ترجع إلى آلاف السنين. ويتكون المتحف من الأقسام التالية:
- قاعة المعرض وتضم قطعاً أثرية مصنوعة بمهارة عالية من الحديد والبرونز.
- قاعة القطع الثمينة التي تضم القطع المزخرفة دقيقة التصنيع.
- قاعة اسكتشاف ساروق الحديد التي تبين الأهمية الثقافية والتاريخية للموقع الأثري وتبين كيفية اكتشاف الموقع وأعمال الكشف والتنقيب الجارية فيه.
- مصنع ساروق الحديد للأدوات المعدنية ويضم هذا القسم العديد من المعروضات التي تمت صناعتها فيه بالإضافة إلى الموازين والمواد الخام ومعدات القتال والسيوف والأدوات المنزلية.
- قاعة الأسرار الغامضة لساروق الحديد، وتضم عدد من الشاشات التي تعرض أسرار موقع ساروق الحديد والآثار الموجودة فيه.

وهناك قسم التنقيب الذي يوفر للزوار إمكانية التنقيب عن القطع الأثرية باستخدام الأدوات والمعدات المتوفرة فيه.

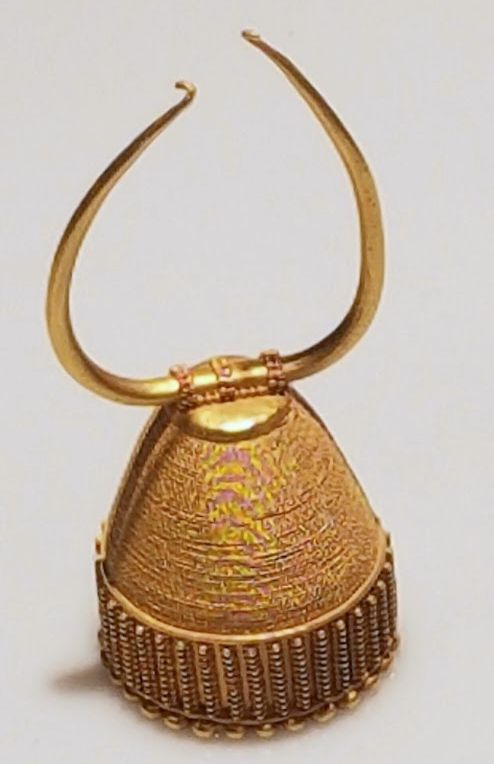
نموذج تاج من الذهب

## الطوابع التذكارية الخاصة بموقع ساروق الحديد الأثري
أصدرت مجموعة بريد الإمارات بالتعاون مع بلدية دبي ثلاثة طوابع تذكارية خاصة بموقع ساروق الحديد الأثري وتحمل الطوابع الثلاثة صوراً لثلاثة قطع أثرية من أبزر ما تم الكشف عنه في الموقع وهي "حلقة من الذهب" و"نموذج تاج من الذهب" و"جرة تخزين من الفخار".

## أنظر أيضاً
- قائمة المستوطنات القديمة في الإمارات العربية المتحدة
- علم الآثار في دولة الإمارات العربية المتحدة
- هيئة الثقافة والفنون في دبي
- مخطط دبي

## معرض صور

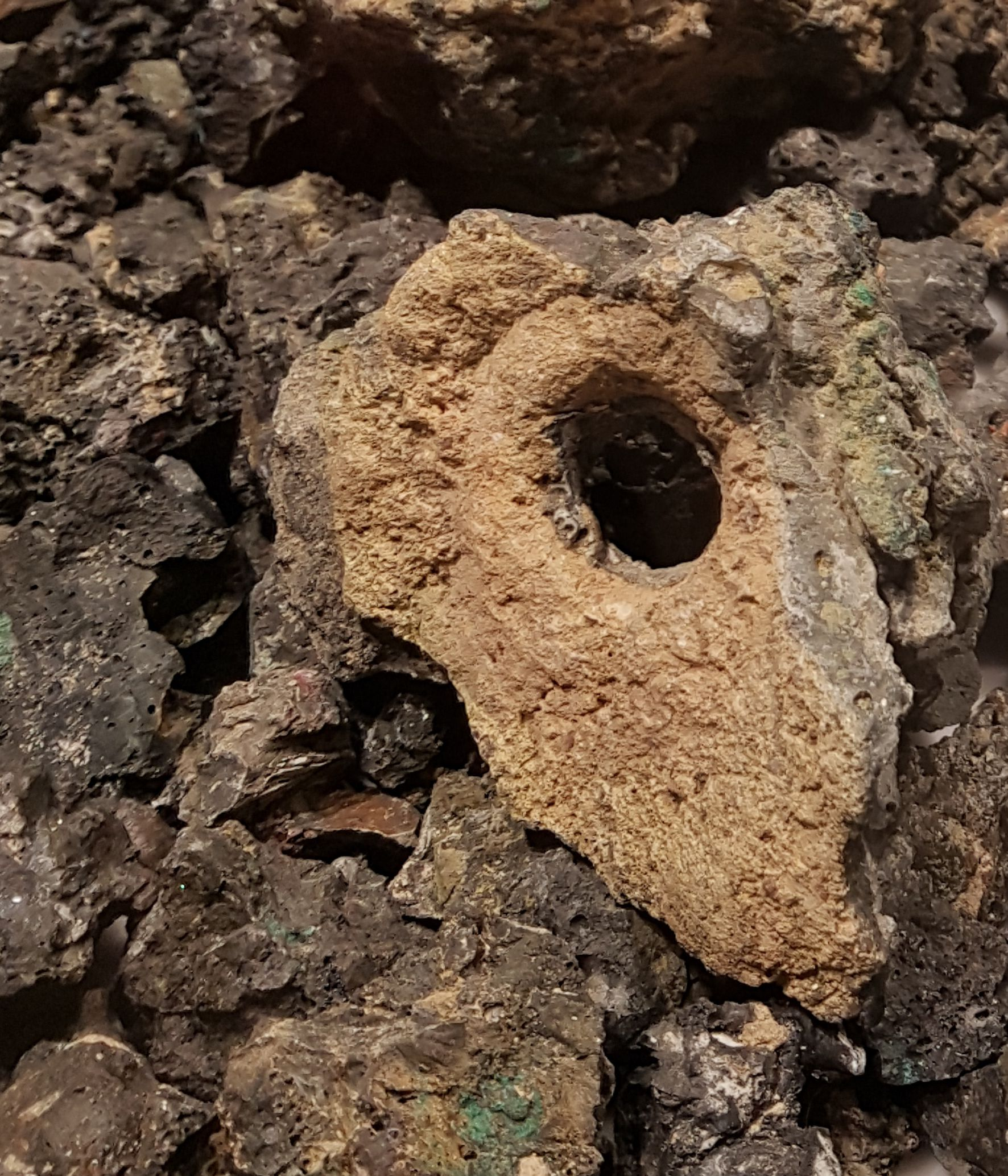
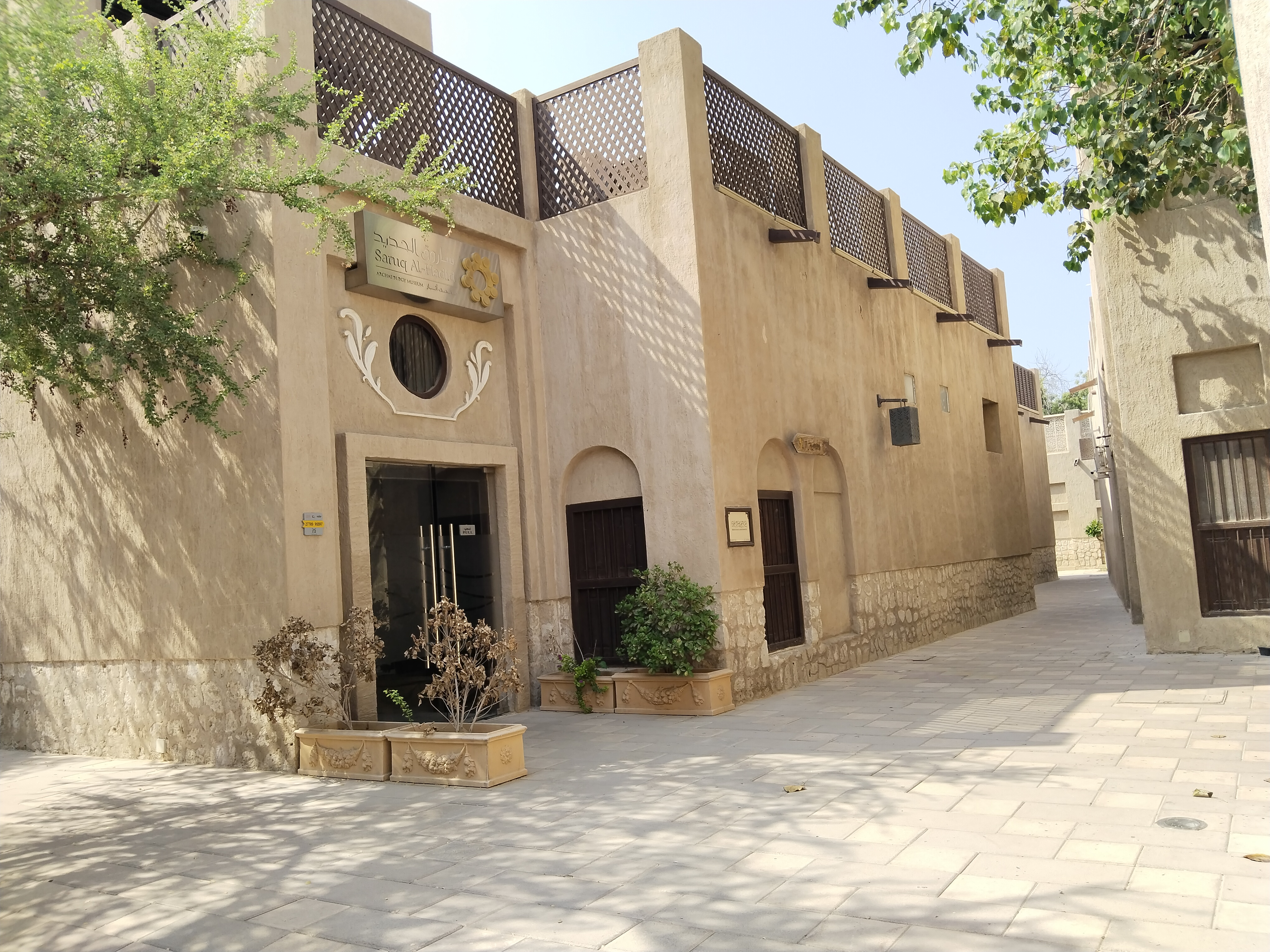
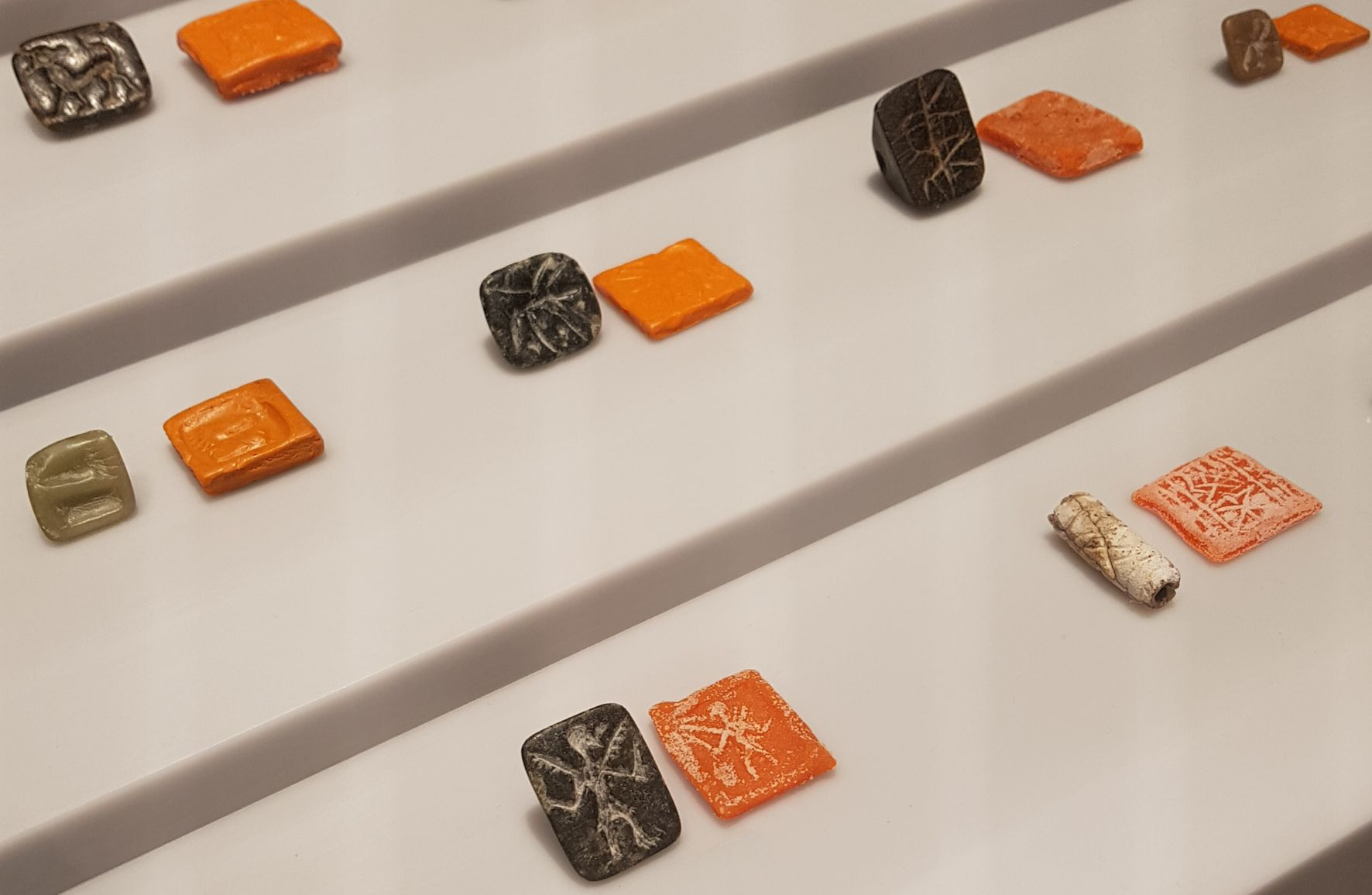
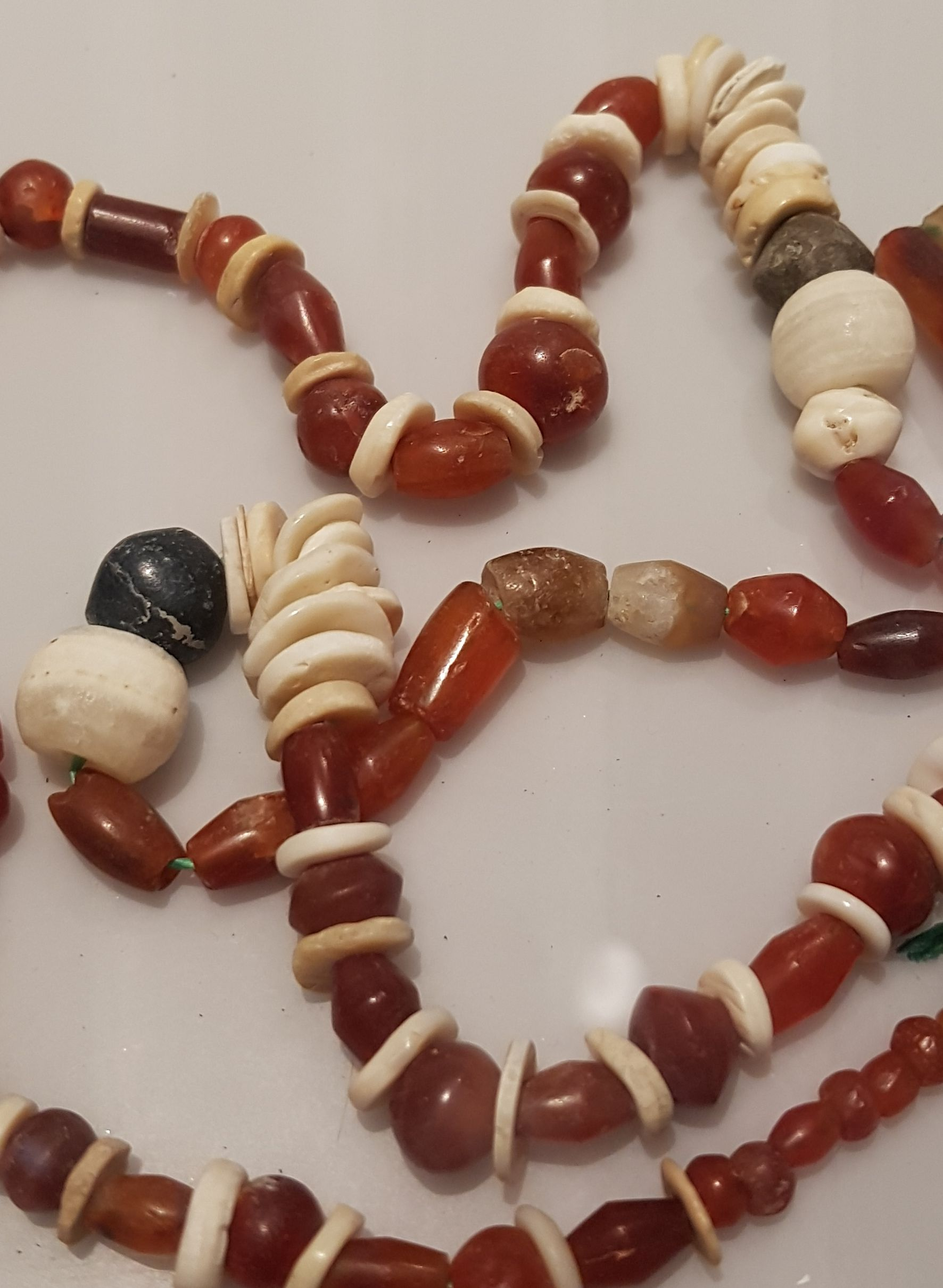
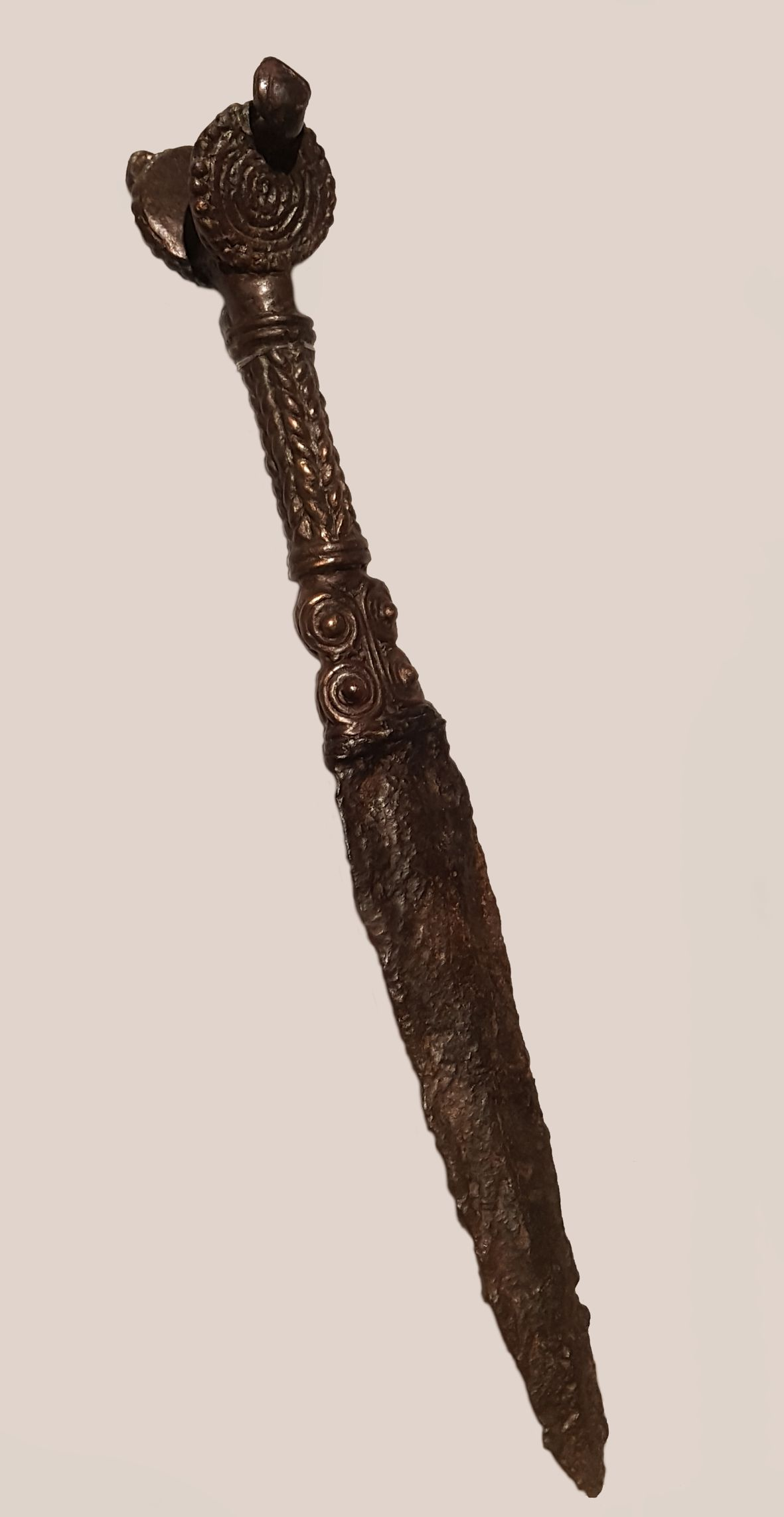
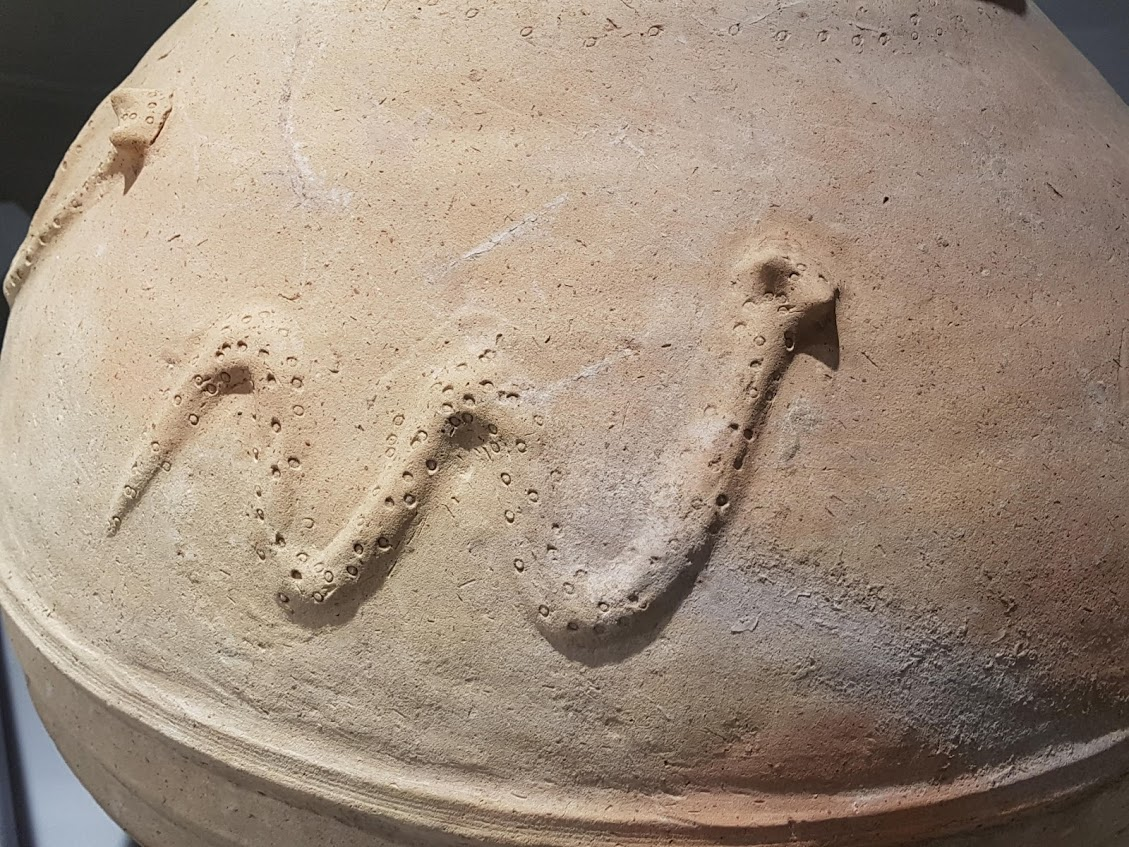